# Zapolosni
Zapolosni (en rus: Заполосный) és un poble (un khútor) de l'óblast de Rostov, a Rússia, segons el cens rus del 2010 tenia 700 habitants. Pertany al districte de Zernograd.